# برنارد شاربونو
برنارد شاربونو (بالفرنسية: Bernard Charbonneau)‏ هو فيلسوف فرنسي، ولد في 28 نوفمبر 1910 في بوردو في فرنسا، وتوفي في 28 أبريل 1996 في Saint-Palais, Pyrénées-Atlantiques ‏ في فرنسا.